# تيزي غنيف
تيزي غنيف إحدى بلديات دائرة تيزي غنيف التابعة لولاية تيزي وزو.

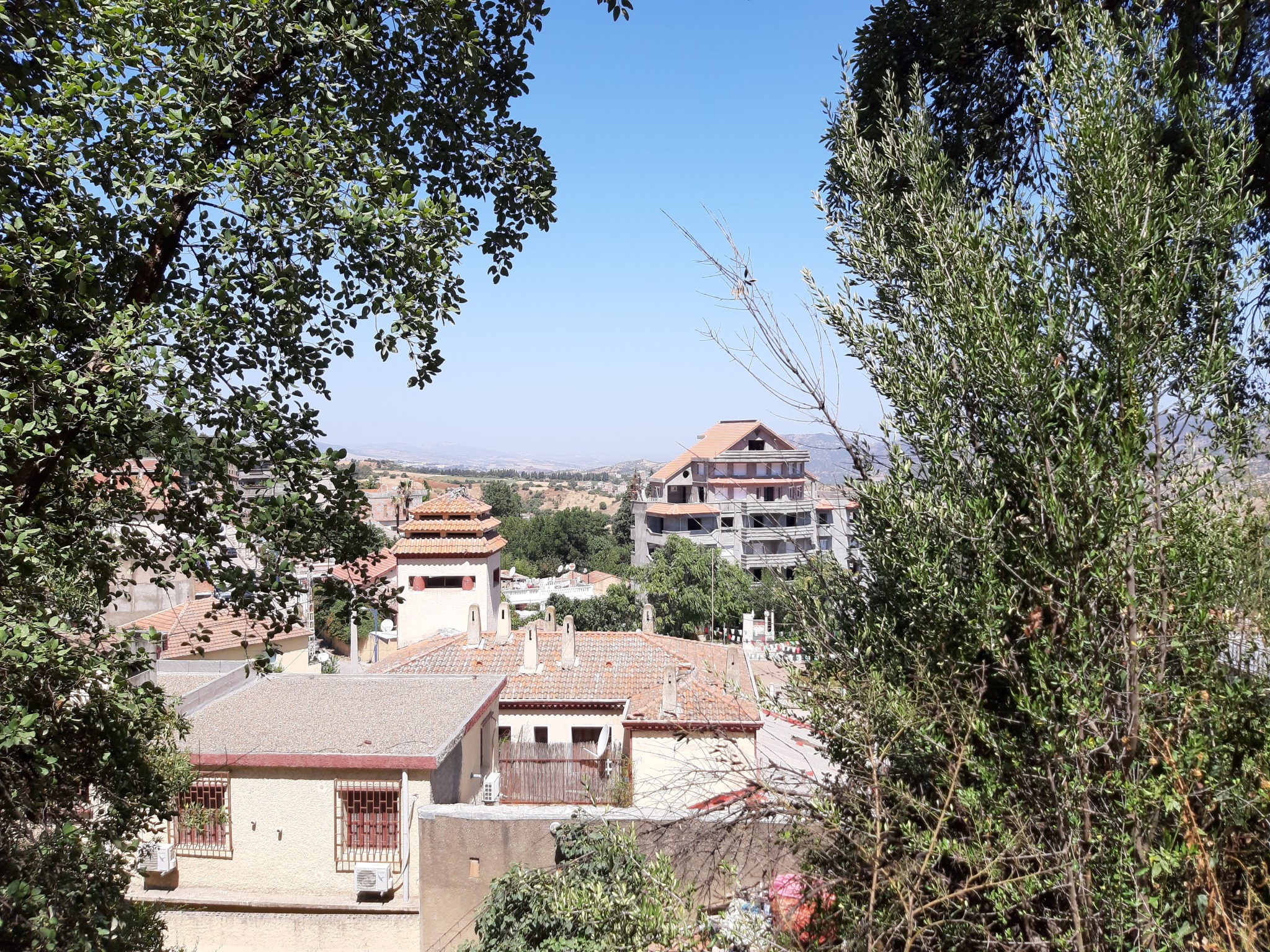
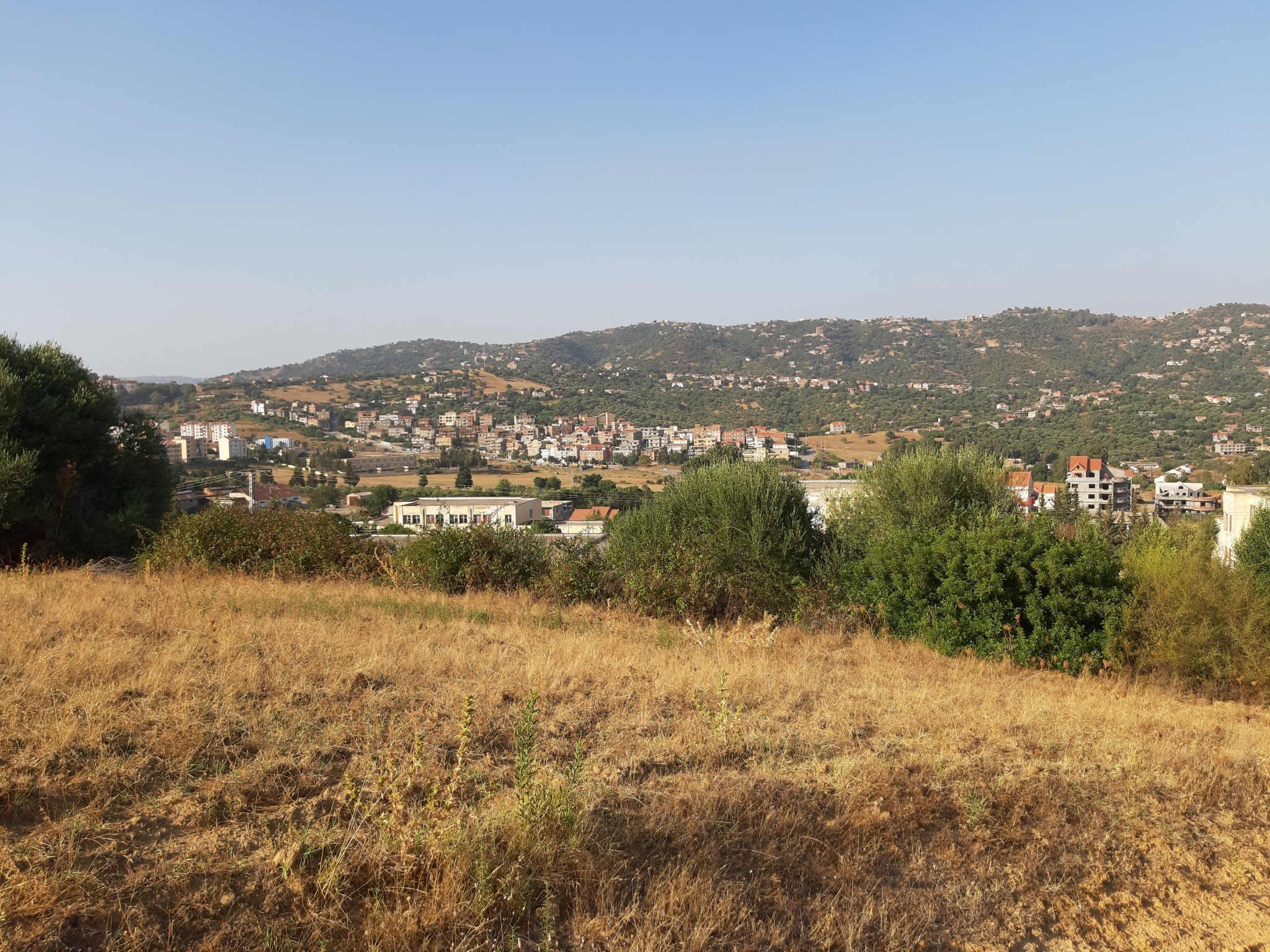
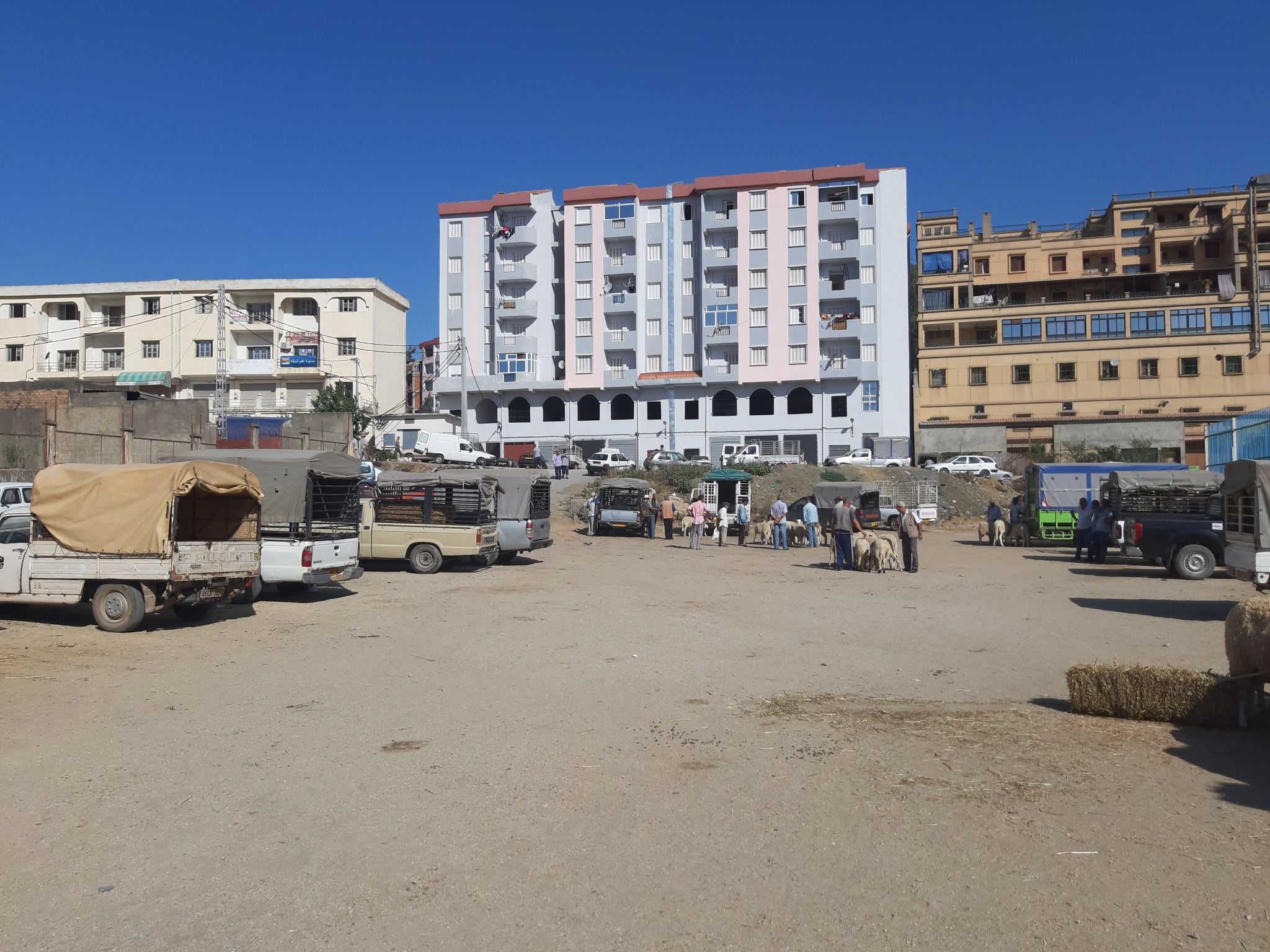
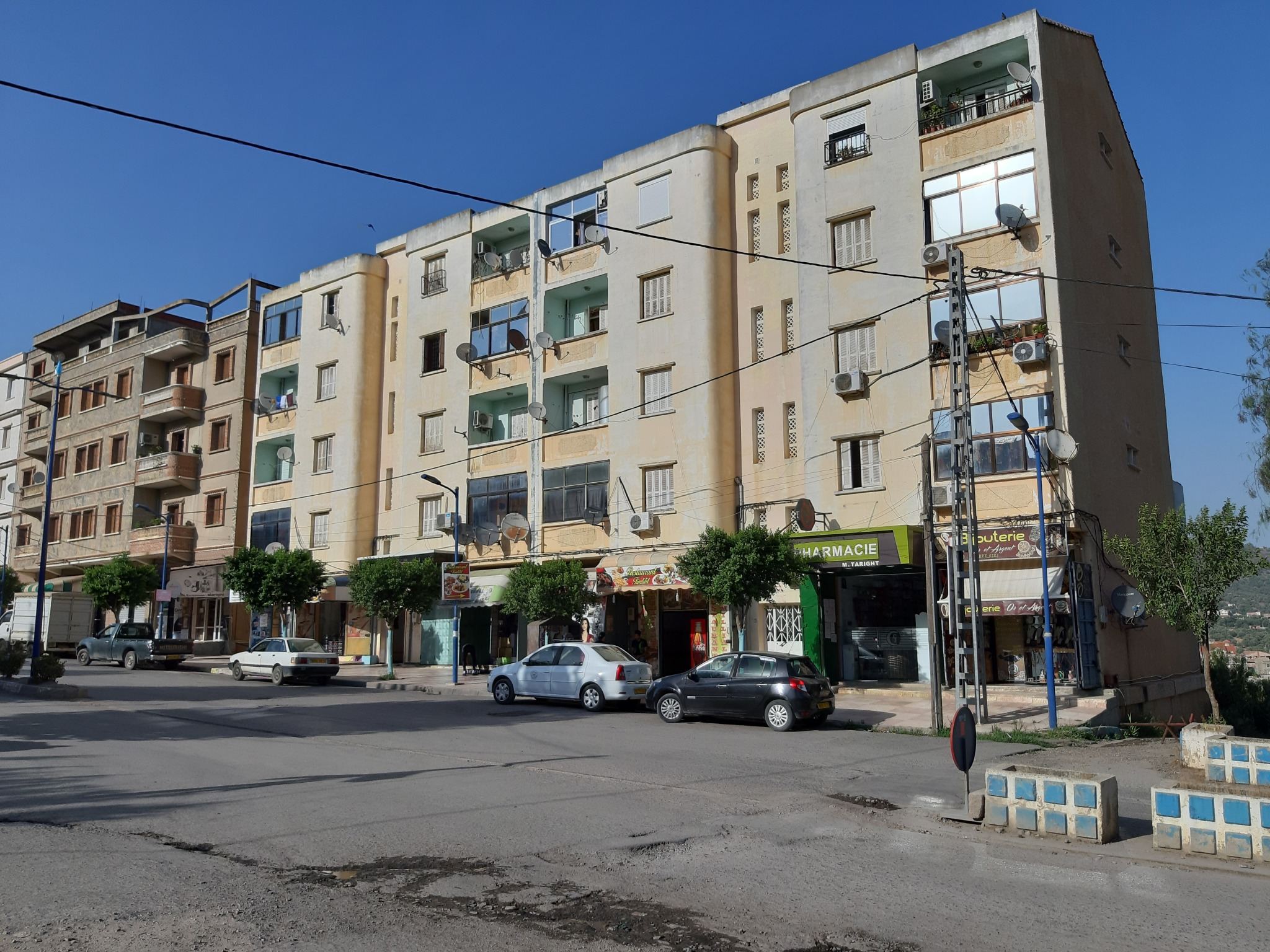
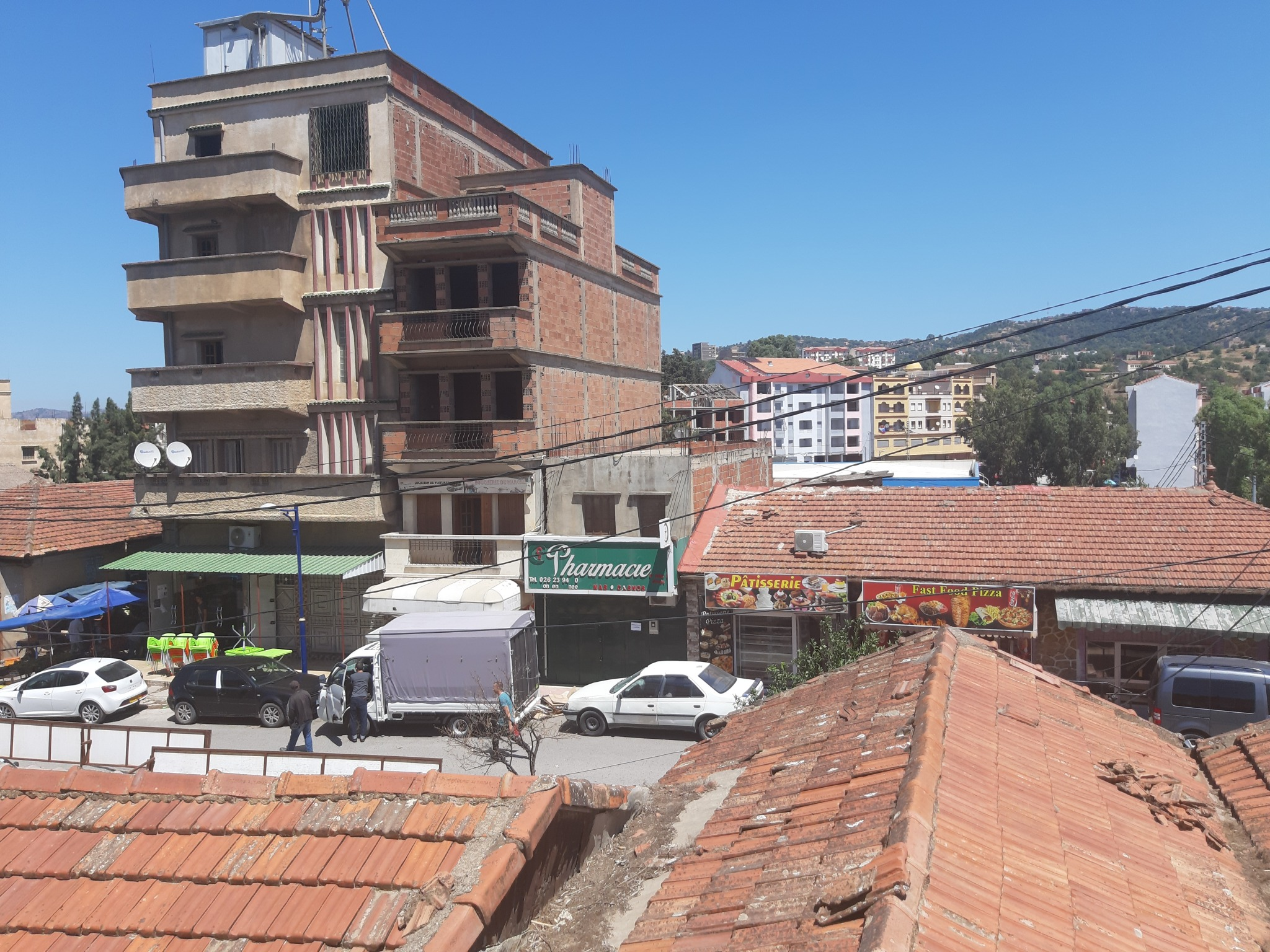
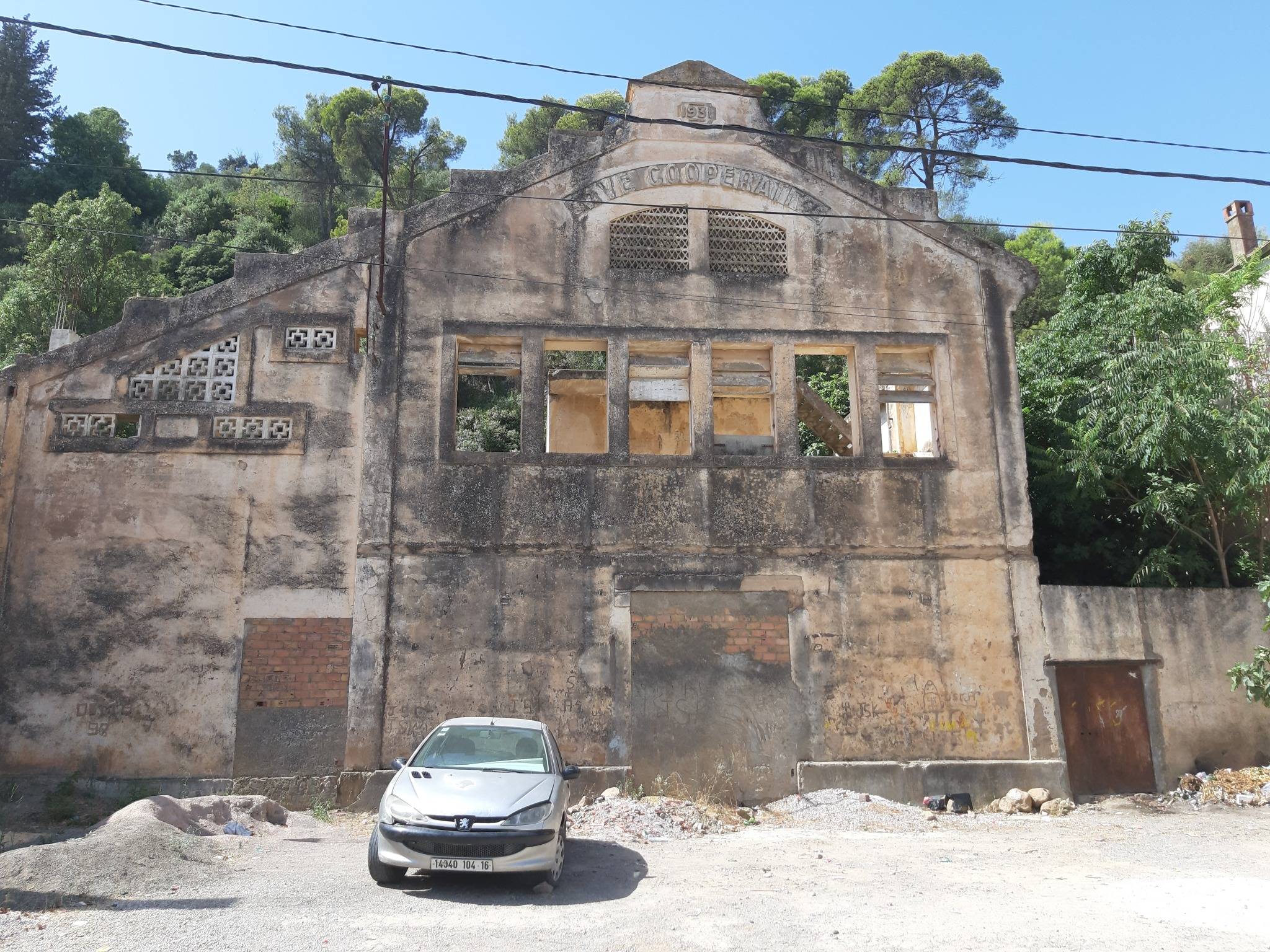

## مواضيع ذات صلة
- بلديات ولاية تيزي وزو
- دوائر ولاية تيزي وزو